# محمد محمودیان شوشتری
محمد محمودیان شوشتری  (۱۳۱۹، شوشتر-۱۴۰۱، اهواز) استاد دانشگاه و پژوهشگر شناخته شده در زمینه مهندسی آب و هیدرولیک و مشاور مهندسی آب در امور جنگ ایران و عراق بود.

وی عضو انجمن هیدرولیک ایران و کمیته ملی آبیاری و زهکشی و همچنین استاد تمام دانشگاه شهید چمران اهواز و موسس و اولین مدیر گروه رشته مهندسی آب در دانشگاه تربیت مدرس تهران بود.

## زندگینامه
محمد محمودیان شوشتری در یکم خرداد سال ۱۳۱۹ در شوشتر به دنیا آمد. تحصیلات ابتدائی را در دبستان سپه و تحصیلات متوسطه را در دبیرستان فردوسی شوشتر گذراند. وی مقطع کارشناسی را در رشته آب  و خاک در دانشگاه جندی‌شاپور اهواز در سال ۱۳۵۰ و مقطع کارشناسی ارشد را در رشته مهندسی آبیاری و زهکشی در دانشگاه ایالتی کلرادو در ایالات متحده آمریکا در سال ۱۳۵۴ (۱۹۷۵ میلادی) و مقطع دکترا را در رشته هیدرولیک آبهای زیرزمینی در همین دانشگاه در سال ۱۳۵۹ (۱۹۸۰ میلادی) به پایان رساند. وی پس از پایان تحصیلات از امریکا به ایران بازگشت و در اهواز با مهندسی جنگ جهاد سازندگی و مهندسی رزمی در امور مهندسی آب جنگ همکاری می‌کرد. وی همچنین از استادان دوره‌های دانشگاه در جبهه بود. 
محمد محمودیان شوشتری در سال ۱۳۶۱ در دانشگاه جندی‌شاپور (شهید چمران اهواز) مشغول به کار شد.
وی علاوه بر دانشگاه شهید چمران، به عنوان استاد پروازی با دانشگاه تربیت مدرس تهران همکاری می‌کرد و موسس و اولین مدیر گروه رشته مهندسی آب در این دانشگاه بود.
محمد محمودیان شوشتری در ۲۷ تیرماه ۱۴۰۱ درگذشت. شخصیتهای علمی و دانشگاهی از جمله فرهاد دانشجو رییس دانشگاه تربیت مدرس و آخوندعلی سرپرست دانشگاه شهید چمران اهواز در پیامهایی درگذشت ایشان را تسلیت گفتند.

## افتخارات و آثار
دکتر محمد محمودیان شوشتری در سال ۱۳۸۰ از سوی وزارت علوم، تحقیقات و فناوری به عنوان استاد نمونه کشوری معرفی شد. وی موسس و اولین مدیر گروه مهندسی آب در دانشگاه تربیت مدرس و موسس و اولین رییس دانشکده تربیت دبیر (هنر) شوشتر بود. 
وی همچنین مقالات و کتابهایی تالیف یا ترجمه نموده است. از جمله مهم‌ترین تالیفات ایشان کتاب اصول جریان در مجاری باز و کتاب هیدرولیک آبهای زیرزمینی است.